# Edgar López
Edgar Idalino López Ruíz (Hugua Guasú, 11 de diciembre de 1970) es un abogado y político paraguayo. Desde 2023 es senador nacional. Electo por el Partido Liberal Radical Auténtico, fue expulsado de este en febrero de 2023.
Anteriormente fue gobernador de Concepción, de 2018 a 2023.

## Biografía
Nació el 11 de diciembre de 1970 en Hugua Guasú, distrito de Loreto, departamento de Concepción. Su familia era de escasos recursos.
Está casado con la también política Vidala Hastanasilda Franco Medina. Tiene cuatro hijos.

## Trayectoria laboral
Es abogado de profesión, trabajando en un estudio jurídico de Asunción de 1992 a 1995.
De 1995 a 2017 trabajó como funcionario del Tribunal Supremo de Justicia Electoral. Fue señalado de haber dado cargos a familiares suyos durante su paso por la institución.

## Trayectoria política

### Gobernador de Concepción (2018-2023)
En las elecciones generales de 2018 fue electo gobernador del departamento de Concepción, venciendo al candidato colorado, Arturo Urbieta.
Su mandato se centró en la lucha contra el Ejército del Pueblo Paraguayo (EPP), grupo terrorista que opera en dicho departamento.
Durante las elecciones internas partidarias de 2022, en las que fue electo candidato al Senado, fue señalado de cometer fraude electoral, acusaciones que negó.
En enero de 2023 renunció a la gobernación, para dedicarse a su candidatura al Senado.

### Senador Nacional (2023-)
En las elecciones generales de 2023 fue electo senador nacional, asumiendo el cargo el 30 de junio de ese año.
El 13 de febrero de 2024 fue expulsado del PLRA en una sesión extraordinaria del directorio del partido. Su expulsión, junto a la de otros tres senadores liberales, se dio por su apoyo a la destitución de la senadora Kattya González, además de su larga trayectoria como aliado del cartismo dentro del PLRA.